# Kalin Twins
A Kalin Twins egy popzenét játszó amerikai duó volt, melynek tagjai Harold Kalin és Herbert Kalin ikertestvérek voltak. 
Harold és Herbert Kalin mindketten 1934. február 16-án születtek a New York Állambeli Port Jervis-ben. A család később Washington, D. C.-be költözött át, a testvérek is itt kezdték karrierjüket.
Harold 2005-ben, Herbert pedig 2006-ban hunyt el.

## Kislemezek
- „Jumpin' Jack / Walkin' To School“ – (1957)
- „When“ – (1958)
- „Forget Me Not“ – (1958)
- „Oh! My Goodness“ – (1959)
- „It's Only The Beginning“ – (1959)
- „Sweet Sugar Lips“ – (1959)
- „Sometimes It Comes, Sometimes It Goes“ – (1966)
- „Silver Seagull“ – (1978).
- „American Eagle“ – (1979).